# Паљијароле (Салерно)
Паљијароле је насеље у Италији у округу Салерно, региону Кампанија.
Према процени из 2011. у насељу је живело 229 становника. Насеље се налази на надморској висини од 52 м.